# Tony Kushner
Anthony Robert (Tony) Kushner (New York, 16 juli 1956) is een Amerikaans scenarioschrijver en dramaturg.

## Biografie
Tony Kushner werd in 1956 in New York geboren als de zoon van William Kushner en Sylvia Deutscher. Zijn vader was een componist en klarinettist, zijn moeder was een fagottiste. Hij groeide op in een joods gezin, zijn familie was van Rusland en Polen afkomstig. Na zijn geboorte verhuisde hij met zijn familie naar Lake Charles (Louisiana). 
In 1978 behaalde hij een bachelor aan Columbia University. In 1984 studeerde hij in New York af aan de Tisch School of the Arts.
Kushner staat bekend als een politiek geëngageerde toneelschrijver en een Israël-criticus. Dit zorgde al meermaals voor controverse, in zowel de joodse gemeenschap als zijn eigen familie. In juli 2013 overhandigde toenmalig president Barack Obama hem de National Medal of Arts.
Kushner ontdekte al op zesjarige leeftijd dat hij homoseksueel was. In 2003 trouwde hij met journalist Mark Harris. Homoseksualiteit komt ook vaak aan bod in het werk van Kushner, waaronder in zijn bekendste werk Angels in America.

## Carrière
Reeds tijdens zijn studiejaren aan de Tisch School of the Arts begon Kushner met het schrijven en regisseren van toneelstukken. Zijn bekendste werk is Angels in America: A Gay Fantasia on National Themes, waarin de onderwerpen homoseksualiteit en aids centraal staan. De theaterproductie bestaat uit twee delen, getiteld Millennium Approaches en Perestroika.
Angels in America ging in mei 1991 in première en debuteerde twee jaar later op Broadway. Kushner won voor zijn werk onder meer een Pulitzerprijs en twee Tony Awards. In 2003 vormde hij de theaterproductie om tot een gelijknamige miniserie voor HBO. De zesdelige reeks, die geregisseerd werd door Mike Nichols en waarin Al Pacino en Meryl Streep de hoofdrollen vertolkten, was een groot succes en werd bekroond met onder meer vijf Golden Globes en elf Emmy Awards.
Samen met Eric Roth schreef hij het scenario voor de politieke thriller Munich (2005). De film, over het bloedbad van München, werd geregisseerd door Steven Spielberg en leverde Kushner en Roth een Oscarnominatie op. Enkele jaren later werkte hij met Spielberg ook samen aan de biografische film Lincoln (2012), hetgeen hem een tweede Oscarnominatie opleverde.

## Filmografie
Film
- Munich (2005)
- Lincoln (2012)
- The Fabelmans (2022)

Televisie
- Angels in America (2003)

Theater (selectie)
- Angels in America: Millennium Approaches
- Angels in America: Perestroika
- Slavs!: Thinking About the Longstanding Problems of Virtue and Happiness
- Henry Box Brown, or the Mirror of Slavery
- Homebody/Kabul
- Caroline, or Change
- The Intelligent Homosexual's Guide to Capitalism and Socialism with a Key to the Scriptures